# Деллвуд (город, Миннесота)
Деллвуд (англ. Dellwood) — город в округе Вашингтон, штат Миннесота, США. На площади 7,4 км² (7,1 км² — суша, 0,2 км² — вода), согласно переписи 2002 года, проживают 1033 человека. Плотность населения составляет 144,6 чел./км².
- Телефонный код города — 651
- Почтовый индекс — 55110
- FIPS-код города — 27-15616[1]
- GNIS-идентификатор — 0642758[2]